# Missione sui iuris di Sant'Elena, Ascensione e Tristan da Cunha
La missione sui iuris di Sant'Elena, Ascensione e Tristan da Cunha (in latino Missio sui iuris Sanctae Helenae, Ascensionis et Tristanensis) è una sede della Chiesa cattolica nel Regno Unito. Nel 2022 contava 300 battezzati su 6.000 abitanti. È retta dal superiore Tom Thomas Pattasseril, I.C.

## Territorio
La missione sui iuris comprende le isole di Sant'Elena, Ascensione e Tristan da Cunha nell'Atlantico meridionale.
Il territorio è suddiviso in 3 parrocchie: Sacro Cuore a Sant'Elena, San Giuseppe a Tristan da Cunha, e la Grotta di Nostra Signora dell'Ascensione.

## Storia
La missione sui iuris è stata eretta il 18 agosto 1986, ricavandone il territorio dall'arcidiocesi di Città del Capo. Fin dalla sua erezione è affidata all'ordinario della prefettura apostolica delle Isole Falkland o Malvine.

## Cronotassi dei superiori
Si omettono i periodi di sede vacante non superiori ai 2 anni o non storicamente accertati.
- Anton Agreiter, M.H.M. † (1º ottobre 1986 - 9 agosto 2002 dimesso)
- Michael Bernard McPartland, S.M.A. † (9 agosto 2002 - 29 settembre 2016 ritirato)
- Hugh Allan, O. Praem. (29 settembre 2016[2] - 18 luglio 2024 cessato)
- Tom Thomas Pattasseril, I.C., dal 18 luglio 2024

## Statistiche
La missione sui iuris al termine dell'anno 2022 su una popolazione di 6.000 persone contava 300 battezzati, corrispondenti al 5,0% del totale.
| anno | popolazione | popolazione | popolazione | presbiteri | presbiteri | presbiteri | presbiteri                | diaconi | religiosi | religiosi | parrocchie |
| anno | battezzati  | totale      | %           | numero     | secolari   | regolari   | battezzati per presbitero | diaconi | uomini    | donne     | parrocchie |
| ---- | ----------- | ----------- | ----------- | ---------- | ---------- | ---------- | ------------------------- | ------- | --------- | --------- | ---------- |
| 1990 | 110         | 7.200       | 1,5         | 1          |            | 1          | 110                       |         | 1         |           | 1          |
| 1999 | 87          | 6.136       | 1,4         | 2          |            | 2          | 43                        |         | 2         |           | 1          |
| 2000 | 89          | 6.169       | 1,4         | 2          |            | 2          | 44                        |         | 2         |           | 1          |
| 2001 | 87          | 5.969       | 1,5         | 1          |            | 1          | 87                        |         | 1         |           | 1          |
| 2003 | 100         | 5.300       | 1,9         | 1          |            | 1          | 100                       |         | 1         |           | 3          |
| 2004 | 100         | 5.500       | 1,8         | 1          |            | 1          | 100                       |         | 1         |           | 3          |
| 2007 | 100         | 5.500       | 1,8         | 1          |            | 1          | 100                       |         | 1         |           | 3          |
| 2010 | 100         | 5.500       | 1,8         | 1          |            | 1          | 100                       |         | 1         |           | 3          |
| 2014 | 100         | 5.500       | 1,8         | 1          |            | 1          | 100                       |         | 1         |           | 3          |
| 2017 | 20          | 5.500       | 0,4         | ?          | ?          | 2          | 10                        |         | 2         |           | 3          |
| 2020 | 200         | 5.500       | 3,6         | 2          |            | 2          | 100                       |         | 2         |           | 3          |
| 2022 | 300         | 6.000       | 5,0         | 2          |            | 2          | 150                       |         | 2         |           | 3          |